# Epalpus aureus
Epalpus aureus là một loài ruồi trong họ Tachinidae.